# NGC 7789
NGC 7789 또는 캐롤라인의 장미는 카시오페이아자리에 있는 산개성단이다. 밝기는 약 +6등급이며, 성단에 속한 별의 개수는 100개 이상이다. 성단의 암흑대(성단 내 별이 없거나 어두운 별만 있는 곳을 암흑대라고 표현)가 가린 곳을 제외한 부분이 마치 장미 같다고 해서 캐롤라인의 장미(이 성단을 발견한 사람은 허셜의 동생인 캐롤라인이다.)라고 불리기도 한다.